# Филд-Ричардс, Джон
Джон Чарльз Филд-Ричардс (англ. John Charles Field-Richards; 10 мая 1878, Пензанс — 18 апреля 1959, Крайстчёрч, Дорсет) — британский гонщик на моторных лодках, двукратный чемпион летних Олимпийских игр 1908.
На Играх 1908 в Лондоне Филд-Ричардс вместе со своим экипажем участвовал в двух классах лодок — до 60 футов и 6,5—8 м. В каждом только его лодка смогла финишировать, и Филд-Ричардс стал двукратным чемпионом Игр.